# Správce Wikipedie
Správce Wikipedie (někdy také označován jako admin či sysop) je uživatel, který na internetové encyklopedii Wikipedii disponuje rozšířenými uživatelskými právy.

Ilustrace uživatelské skupiny správců na Wikipedii

Mezi rozšířená práva, kterými správci disponují, patří například možnost mazat nebo zamykat stránky, blokovat jiné uživatele či možnost skrývat editace nebo si skryté editace prohlížet.
Správci Wikipedie svou činnost vykonávají dobrovolně bez nároku na finanční odměnu a nejsou až na výjimky (které však nesouvisí s vykonáváním funkce správce) zaměstnanci Nadace Wikimedia.

## Práva správce
Správci Wikipedie disponují několika desítkami speciálních práv, kterými jiní uživatelé Wikipedie nedisponují. Mezi nejčastěji užívaná práva správců patří možnost mazat stránky, skrývat editace či blokovat uživatele. Disponují však celou řadou dalších práv, z nichž mnohá se na Wikipedii běžně neuplatňují.
I přesto, že správci disponují řadou pokročilých práv, nejsou žádnou zvláštní autoritou nadřazenou ostatním uživatelům a platí pro ně pravidla Wikipedie stejně jako pro další uživatele encyklopedie.

## Nabytí funkce správce
Správci jsou na jednotlivých jazykových verzích Wikipedie voleni ve zvláštních volbách. Například na České Wikipedii může každý uživatel, který splní minimální podmínky pro kandidaturu (uplynulá doba od založení uživatelského účtu a minimální počet editací), podat kdykoliv uzná za vhodné kandidaturu. K ní se poté v průběhu 14 dní vyjadřují další uživatelé, pro zvolení do funkce je pak zpravidla nezbytná podpora alespoň dvou třetin hlasujících.

## Uživatelé s právy
Na anglické Wikipedii působilo k roku 2024 asi 850 správců. Například na české Wikipedii se počet správců od roku 2010 pohybuje kolem třiceti (k roku 2024 jich bylo 31), na slovenské Wikipedii kolem deseti.
Prvním správcem české Wikipedie byl do roku 2005 Miroslav Malovec. První správci anglické verze Wikipedie byli do funkce jmenováni v říjnu 2001 zakladatelem encyklopedie Jimmym Walesem.
Mezi významné současné či bývalé správce české Wikipedie patří Vít Zvánovec, Marek Blahuš či Martin Urbanec.

## Další uživatelské skupiny
Na různých jazykových verzích Wikipedie existují i další uživatelské skupiny, jako např. Správci rozhraní, Byrokraté, Eliminátoři, Patroláři či Revertéři. Některé z těchto skupin pravomoci správce rozšiřují, některé z nich naopak zahrnují pouze některá správcovská práva a jsou přidělovány méně zkušeným uživatelům či prostě těm, kteří o veškerá práva, kterými správce disponuje, nestojí, a chtějí využívat jen omezený okruh správcovských oprávnění.